# Locomotiva FS 729
La locomotiva gruppo 729 era una locomotiva a vapore con tender di costruzione austroungarica che le Ferrovie dello Stato acquisirono parte come bottino di guerra dopo il 1918, parte tra 1924 e 1925 in conto risarcimento e parte in seguito alla ripartizione del 1923 decisa dopo gli accordi di Saint Germain. Fu il gruppo di locomotive a vapore di provenienza bellica più numeroso.

## Storia
Le locomotive a vapore con tender, immatricolate nel gruppo 729 delle Ferrovie dello Stato appositamente creato, giunsero in Italia alla fine della prima guerra mondiale e negli anni successivi fino a raggiungere la notevole consistenza di 116 locomotive. Le locomotive erano tutte di costruzione austriaca immatricolate come gruppo kkStB 170 e Sudbahn Sb 30. La costruzione delle unità, progettate tra 1895 e 1896 da Karl Gölsdorf, uno dei migliori progettisti austriaci di locomotive a vapore, venne iniziata nel 1897 e si concluse nel 1921; la maggior parte delle unità fu comunque realizzata negli anni del conflitto.
Nel parco rotabili delle Ferrovie dello Stato esse assunsero la classificazione di gruppo 729.001-053 e 089-116 per quelle provenienti dalle ferrovie statali austriache (kkStB) e 729.054-088 per quelle provenienti dal parco ex-Sudbahn.
L'acquisizione italiana delle locomotive avvenne in modo e in tempi diversi: un gruppo di 62 locomotive (quelle poi numerate da 729.001 a 053, ex kkStB, e 729.054-062, ex SB) rimase intrappolato nel territorio conquistato dalle truppe italiane nella loro avanzata del novembre 1918 e quindi è considerabile preda bellica a tutti gli effetti. Ulteriori 26 unità, quelle immatricolate 729.063-088, furono invece consegnate nel 1924 in seguito agli accordi di ripartizione del materiale rotabile e delle linee della Ferrovia Meridionale stipulati il 29 marzo 1923 nell'ambito dell'Trattato di Roma.
Le ulteriori macchine comprese nel lotto di locomotive 729.089-116 venne invece consegnato dall'Austria poco per volta nell'arco di tempo tra il 1924 e il 1925 in conto riparazioni di guerra definite e quantificate nel Trattato di Saint Germain.
L'assegnazione di locomotive del gruppo riguardò principalmente i depositi di Bolzano, Fortezza, Trieste e Gorizia. Piccole dotazioni riguardarono altri impianti del Nord-est italiano e l'Istria.
Per poter circolare in Italia le locomotive dovettero subire tutta una serie di modifiche per adeguarle alle caratteristiche e alle normative FS.
Un buon numero di unità vennero accantonate funzionanti nel periodo della grande depressione e 5 erano già state demolite prima del 1939.
La maggior parte di esse però trovarono impiego, allo scoppio del conflitto, in varie ferrovie degli Stati dell'area nazifascista; 55 unità furono noleggiate alle Deutsche Reichsbahn(Germania), 38 unità alle ferrovie di stato dell'Ungheria sia in regime di noleggio che, in seguito, di sussidio per le esigenze belliche e a partire dal 1941 per le esigenze di trasporto dell'ARMIR.
Alla fine della seconda guerra mondiale un gran numero di locomotive risultavano distrutte o intrappolate nei territori occupati; 14 locomotive erano rimaste in Ungheria, 5 in Austria, 5 in Cecoslovacchia 5 in Germania orientale e 12 in Iugoslavia, 11 delle quali furono cedute alla fine del 1954 come risarcimento per danni bellici e immatricolate nel gruppo JDZ 24 e una demolita. Due finirono in Polonia. Le rimanenti poche FS 729 furono in servizio nel nord-est dell'Italia fino all'inizio degli anni cinquanta. Le superstiti 729.015, 025, 050, 055, 066, 079 rimaste fino alla seconda metà degli anni cinquanta finirono per essere demolite dopo qualche anno.

## Caratteristiche
La locomotiva era a 2 cilindri e a doppia espansione, con caldaia tarata a 13 bar in grado di sviluppare fino a 1200 CV di potenza massima.
La caratteristica costruttiva che balzava subito all'occhio era quella dei due duomi uniti da un grosso tubo orizzontale che servivano a concentrare il vapore più possibilmente secco per mandarlo ai cilindri; era una macchina non molto veloce, 50, 60 km/h a seconda delle versioni, ma adatta a molti ruoli e soprattutto concepita per linee di valico e molto tortuose. Il rodiggio era a 4 assi accoppiati con carrello portante tipo Adams anteriore con un basso peso assiale di 14,3 t per asse. Era dotata di impianto frenante a vuoto Hardy dato che gran parte del materiale rimorchiato austriaco era con sistema frenante a vuoto.

### Modifiche e adattamenti
Le locomotive giunte in Italia dovettero subire numerose e consistenti modifiche per essere adattate alla circolazione sulla rete italiana. Venne innanzitutto eliminato il caratteristico parascintille Rihošek nelle unità che ne erano provviste dato che interferiva con la sagoma limite italiana. Le valvole di sicurezza della caldaia vennero sostituite con quelle Coale di uso nelle locomotive FS. Si modificò il tipo di respingenti e si applicò il caratteristico avvisatore acustico a fischio italiano. Vennero modificati presto anche i fanali montando sui panconi anteriori i tipici fanali regolamentari del periodo.
Una modifica importante riguardò l'apparato frenante che comportò l'applicazione del compressore di aria per l'impianto del freno continuo automatico ad aria compressa Westinghouse in uso sulle ferrovie italiane. In primo tempo venne montato un compressore monostadio tipo F a vapore allo scopo di avere un doppio apparato frenante, a vuoto, per locomotiva ed eventuale materiale rimorchiato ex austro-ungarico, e ad aria compressa per tutto il resto dei veicoli trainati. Ovviamente si dovette montare anche il rubinetto di comando del freno allora in uso, il Westinghouse a 5 posizioni e anche un serbatoio per l'aria del freno. In seguito, dal 1928 in poi, un certo numero di macchine fu privato dell'impianto originario del freno a vuoto e maggiorata con un secondo serbatoio la riserva di aria destinata ai freni.

## Depositi Locomotive di assegnazione in Italia
- Bolzano
- Fortezza
- Trieste Centrale
- Trieste Campo Marzio
- Gorizia
- Padova
- Fiume
- Trento
- Treviso
- Verona
- Vicenza